# CCNG2
CCNG2‏ (Cyclin G2) هوَ بروتين يُشَفر بواسطة جين CCNG2 في الإنسان.